# ルー・タバキン

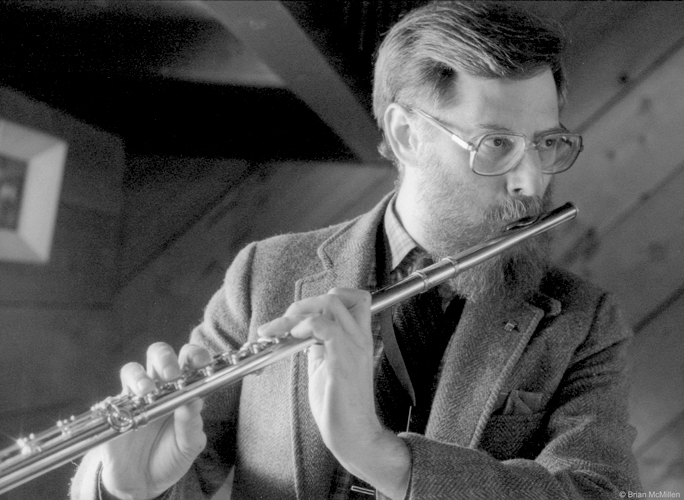
ルー・タバキン（1984年）

ルー・タバキン（Lew Tabackin、1940年3月26日 - ）は、ニューヨーク在住のジャズ・フルート、テナー・サクソフォーン奏者。ジャズ・ピアニストで作曲家の穐吉敏子（秋吉敏子）の夫。
ペンシルベニア州フィラデルフィア生まれ。フィラデルフィア音楽院で学び、1963年から1965年は陸軍で演奏。
1966年、ニューヨークに出て、メイナード・ファーガソン、キャブ・キャロウェイ、サド・ジョーンズ＝メル・ルイスの各オーケストラに参加。
1967年、夏に穐吉敏子と出会い、1969年結婚。
1972年、当時所属していたドク・セヴェリンセンのオーケストラの移転に伴ってロサンゼルスに移り、1973年には穐吉敏子と共に秋吉敏子＝ルー・タバキンビッグバンドを結成。
1982年、ニューヨークに戻り、1983年1月秋吉敏子ジャズオーケストラ フィーチャリング ルー・タバキンを結成し、2003年に解散するまで、両バンドで30年にわたってプリンシパル・ソロイストとして数多くの曲でソロをとるなど中心的な役割を果たした。また自己のトリオでも活動している。
ちなみに夫婦揃って熱心なワイン・コレクターでもある。

## ディスコグラフィ

### リーダー・アルバム
- 『レット・ザ・テープ・ロール』 - Let the Tape Roll (1974年、RCA)
- 『デイ・ドリーム』 - Day Dream (1976年、RCA)
- 『テナー・グラッドネス』 - Tenor Gladness (1976年、Discomate/Inner City) ※with ウォーン・マーシュ
- 『デュアル・ネイチャー』 - Dual Nature (1976年、Inner City)
- 『トラッキン』 - Trackin'  (1976年、RCA)
- 『ライツ・オブ・パン』 - Rites of Pan (1977年、Discomate/Inner City)
- 『ヴィンテージ・テナー』 - Vintage Tenor (1978年、RCA) ※with 宮間利之
- 『ミーツ・ザ・タッドポールズ』 - Lew Tabackin Meets the Tadpoles (1979年、Insights)
- 『ブラック・アンド・タン・ファンタジー』 - Black and Tan Fantasy (1979年、Discomate/Ascent/Jazz America Marketing)
- 『フィル・ウッズ&ルー・タバキン』 - Phil Woods/Lew Tabackin (1980年、Omnisound/Evidence) ※with フィル・ウッズ
- 『スリーダム』 - Threedom (1980年、Discomate)
- 『デュオ』 - Duo: John Lewis & Lew Tabackin (1981年、Toshiba EMI)
- 『マイ・オールド・フレイム』 - My Old Flame (1982年、Atlas)
- 『ルー・タバキン・カルテット』 - Lew Tabackin Quartet (1983年、Toshiba EMI) ※with ランディ・ブレッカー
- 『アンジェリカ』 - Angelica (1985年、Toshiba EMI)
- 『デザート・レイディ』 - Desert Lady (1989年、Concord)
- I'll Be Seeing You (1992年、Concord)
- What a Little Moonlight Can Do (1994年、Concord)
- Live at Vartan's (1994年、Vartan Jazz)
- L' Archiduc - Round About Five (1996年、Igloo Jazz)
- Tenority (1996年、Concord)
- 『イン・ア・センチメンタル・ムード』 - In a Sentimental Mood (1998年、Camerata/Insights)
- Pyramid (1999年、Koch Jazz)
- 『狸's ナイト・アウト』 - Tanuki's Night Out - Lew Tabackin Trio (2002年)
- 『ヴィンテージ』 - Vintage: Duke Ellington Songbook (2008年、T-toc Records) ※with 秋吉敏子
- Live in Paris - Lew Tabackin Trio (2008年)
- Jazz na Hradě, Lew Tabackin Quartet (2010年、Multisonic)[1]
- Soundscapes (2016年)
- 『秋吉敏子&ルー・タバキン The Eternal Duo!』 - The Eternal Duo! (2019年、Sony) ※with 秋吉敏子